# 早川書房
株式会社早川書房（はやかわしょぼう）は、日本の出版社。創業者は早川清。

## 概要

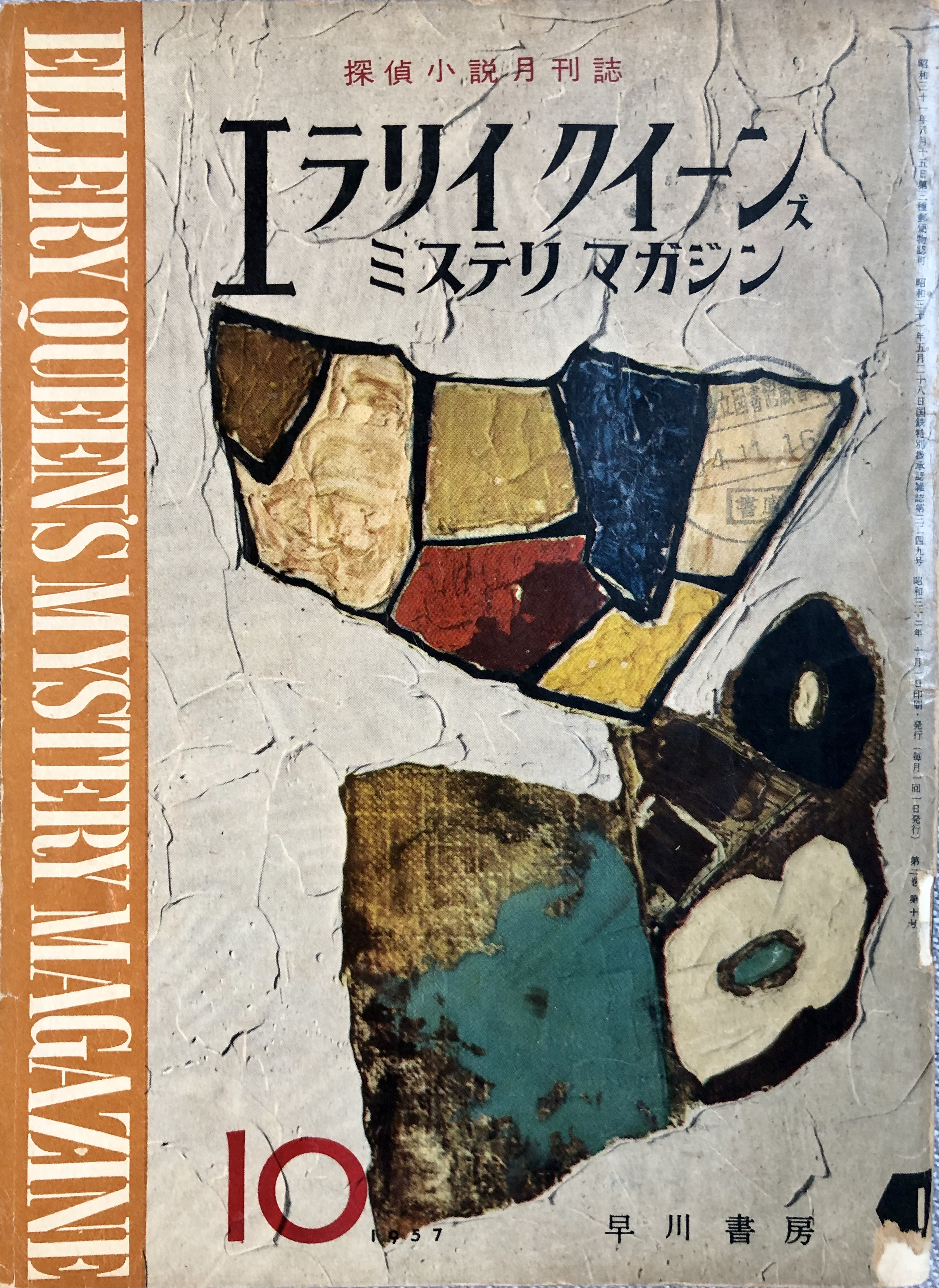
『エラリイ・クイーンズ・ミステリ・マガジン』1957年10号

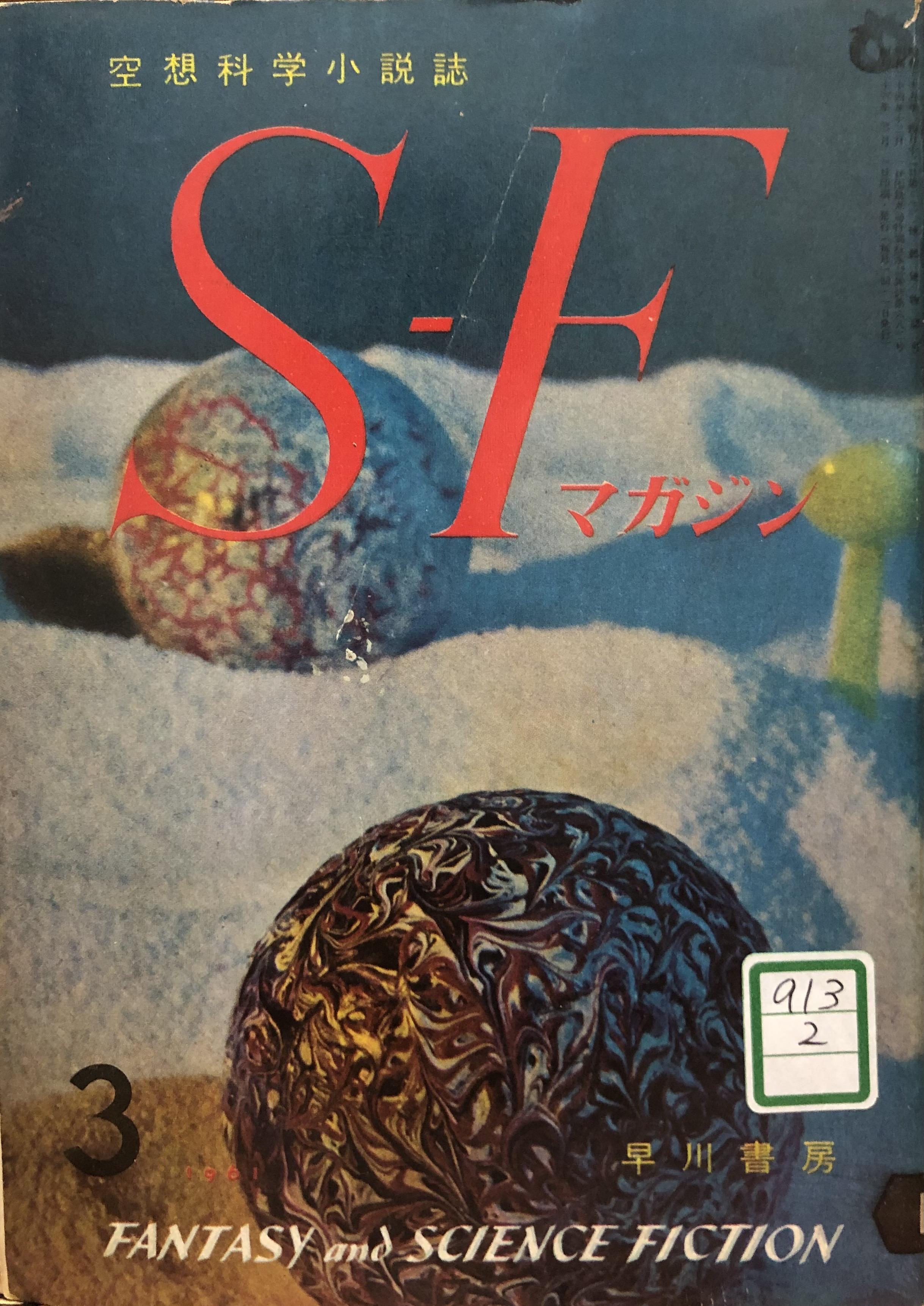
『SFマガジン』1961年3月号

設立当初は、演劇関係の出版を専らにしていた。1950年、セオドア・ドライサー『アメリカの悲劇』の刊行で準倒産状態となる。
1953年（昭和28年）刊行開始の『ハヤカワ・ミステリ』や1970年（昭和45年）刊行開始の『ハヤカワ文庫SF』によって、現在では主としてサイエンス・フィクション、ミステリーを始めとする海外文学に強い出版社と見られることが多い。
1956年（昭和31年）、早川書房はハヤカワ・ポケット・ミステリの出版により第2回江戸川乱歩賞を受賞。
当時、SF小説を出版するとその出版社は倒産するというジンクスがもっぱら出版界で語られた時代の中で、1959年（昭和34年）12月25日、『SFマガジン』を創刊（1960年2月号）。日本人作家特集を刊行したが、いまだ日本のSF作家が存在しない時代だったため、佐野洋、高橋泰邦など既存の推理作家に原稿を依頼したばかりでなく初代編集長の福島正実みずから執筆している。現在も続く雑誌となる。
1997年（平成9年）からヒュー・ジョンソンの「ポケット・ワインブック」の日本語版など、「ハヤカワ・ワインブック」としてワイン関連の書籍もいくつか出している。
1998年（平成10年）、社長の早川浩が、海外ミステリーを紹介した功績により、アメリカ探偵作家クラブから特別賞のエラリー・クイーン賞を受賞。
1999年（平成11年）には「財団法人早川記念文学振興財団」を創設。2008年（平成20年）に死去した野田昌宏の蔵書を受け入れ、「ハヤカワライブラリー　野田昌宏文庫」として管理・公開する事業も行っている。2011年（平成23年)2月「財団法人早川記念文学振興財団」は、公益財団法人の認定を受け、同年4月1日「公益財団法人 早川清文学振興財団」に改称された。2013年（平成25年）には、ミステリ評論家小鷹信光の1万点を超えるペイパーバック・コレクションを譲り受け、「小鷹信光文庫 ヴィンテージペイパーバックス」として公開。
2017年（平成29年）には、同年のノーベル文学賞を受賞したカズオ・イシグロ及びノーベル経済学賞を受賞したリチャード・セイラーの著作、ノーベル物理学賞を受賞したレイナー・ワイス、バリー・バリッシュ、キップ・ソーンから直接取材した書籍を共に刊行していることが注目された。2023年（令和5年）には世界最大級の書籍見本市「ロンドンブックフェア」から世界の出版界に重要な功績を残した編集者らを表彰する「国際生涯功労賞」を社長の早川浩が日本人として初めて受賞した。長年にわたり、イシグロやアガサ・クリスティなど海外の文学を日本の読者に紹介したことが評価された。

## 主な刊行物

### 定期刊行物
- 悲劇喜劇
- ミステリマガジン
- S-Fマガジン

### レーベル
- 悲劇喜劇選書 - 1948年から1951年に刊行
- 世界傑作探偵シリーズ - 1951年刊行、ハードカバー
- ウェルテル文庫 - 1953年刊行
- 現代芸術選書　- 1953年～1954年
- ハヤカワ・ミステリ（新書判） - 1953年刊行開始。ハヤカワ・ポケット・ミステリ、通称ポケミス
- ハヤカワ・ポケット・ブックス（新書判） - 1954年刊行開始。主に外国映画の原作を刊行。
- ハヤカワ・SF・シリーズ（新書判） - 1957年12月刊行開始、1974年11月刊行終了（通巻番号：3001 - 3318、総数318冊）
- ハヤカワライブラリ（新書判） - 1962年～1969年刊行
- ハヤカワ・サスペンス・シリーズ - 1963年～
- ハヤカワ・ノヴェルズ - 1964年～
- 日本SFシリーズ - 1964年～1968年
- ハヤカワ・ノンフィクション - 1965年～
- ハヤカワ・ビジネス・ノヴェルズ 1969年のみ刊行
- ハヤカワ文庫 1970年～
  - ハヤカワ文庫SF（1970年～）
  - ハヤカワ文庫NV（1972年～）
  - ハヤカワ文庫JA（1973年～）
  - ハヤカワ・ミステリ文庫（1976年～）
  - ハヤカワ文庫NF（1977年～）
  - ハヤカワ文庫FT（1979年～）
  - ミステリアス・プレス文庫（1989年～2001年）
  - ハヤカワコミック文庫（文庫JA内レーベル）
  - ハヤカワepi文庫（2001年～）
  - 次世代型作家のリアル・フィクション（文庫JA内レーベル）
  - ハヤカワ演劇文庫（2006年～）
  - ハヤカワ時代ミステリ文庫（2019年～）
  - ダニエル・キイス文庫
  - クリスティー文庫
  - トリイ・ヘイデン文庫
- 日本SFノヴェルズ - 1971年～1976年
- 海外SFノヴェルズ - 1978年～
- 新鋭書下ろしSFノヴェルズ - 1983年～1984年
- ミステリアス・プレス・ブックス　1988年-終刊（ミステリアス・プレスは、ドイツ出身の評論家で「ミステリアス・ブックショップ」のオーナーでもあるオットー・ペンズラーが1976年にアメリカで創業した、ミステリ専門の出版社[7]）
- ハヤカワ・ミステリワールド（四六判上製） - 1992年～
- ハヤカワSFシリーズ Jコレクション（四六判変形、ソフトカバー） - 2002年刊行開始
- プラチナファンタジイ - 2004年～2009年
- 想像力の文学（四六判上製）- 2009年刊行開始
- ハヤカワ新書juice（新書判） - 2009年5月創刊 -2010年終刊。キャッチコピーは「知性の果実をぎゅっとしぼってつくりました」[8]。
- 新☆ハヤカワ・SF・シリーズ（新書判） - 2011年12月刊行開始（通巻番号：5001 - ）
- ハヤカワ・ジュニア・ブックス - 児童書レーベル
  - ハヤカワ・ジュニア・ミステリ（四六判並製） - 2020年3月創刊
  - ハヤカワ・ジュニア・サイエンス（四六判上製） - 2020年11月創刊
  - ハヤカワ・ジュニア・ホラー（四六判並製） - 2020年12月創刊
  - ハヤカワ・ジュニア・SF（四六判並製） - 2021年5月創刊
- ハヤカワ新書 - 2023年6月創刊 NO.001は『名作ミステリで学ぶ英文読解』（越前敏弥）

### 全集
- ボルヒェルト全集（ヴォルフガング・ボルヒェルト）
- グレアム・グリーン選集
- 黒人文学全集
- アーサー・ミラー全集
- 世界SF全集 21世紀の文学
- 世界ミステリ全集
- ブラック・ユーモア選集
- グレアム・グリーン全集
- ボリス・ヴィアン全集
- エドワード・オールビー全集
- ニール・サイモン戯曲集
- 異色作家短篇集
- 橋本福夫著作集

## 主宰する賞

### 新人賞
推理小説
- アガサ・クリスティー賞 （2010年（平成22年）創設、長編）
- ハヤカワ・ミステリ・コンテスト （1990年 - 1992年、全3回、短編）

SF小説
- ハヤカワ・SFコンテスト

### その他の賞
演劇
- ハヤカワ「悲劇喜劇」賞（2014年創設）

## 早川書房編集部・編の書籍
- 戯曲代表作選集 : 演劇年鑑 1950 早川書房編輯部 編 早川書房 1951
- 学生演劇戯曲集 [第1集] 早川書房悲劇喜劇編集部 編 早川書房 1953
- 学生演劇戯曲集 第2集 早川書房悲劇喜劇編集部 編 早川書房 1954
- 学生演劇戯曲集 第3集 早川書房悲劇喜劇編集部 編 早川書房 1955
- 名探偵登場 第1 早川書房編集部 編 早川書房 1956 (世界探偵小説全集)
- 名探偵登場 第2 早川書房編集部 編 早川書房 1956 (世界探偵小説全集)
- 名探偵登場 第3 早川書房編集部 編 早川書房 1956 (世界探偵小説全集)
- 名探偵登場 第4 早川書房編集部 編 早川書房 1956 (世界探偵小説全集)
- 幻想と怪奇 : 英米怪談集 第1 早川書房編集部 編 早川書房 1956 (世界探偵小説全集)
- 幻想と怪奇 : 英米怪談集 第2 早川書房編集部 編 早川書房 1956 (世界探偵小説全集)
- 学生演劇戯曲集 第4集 早川書房悲劇喜劇編集部 編 早川書房 1956
- 学生演劇戯曲集 第5集 早川書房悲劇喜劇編集部 編 早川書房 1956
- 学生演劇戯曲集 第6集 早川書房悲劇喜劇編集部 編 早川書房 1957
- 学生演劇戯曲集 第7集  早川書房悲劇喜劇編集部 編 早川書房 1957
- 学生演劇戯曲集 第8集 早川書房悲劇喜劇編集部 編 早川書房 1958
- 学生演劇戯曲集 第9集 早川書房悲劇喜劇編集部 編 早川書房 1959
- 学生演劇戯曲集 第10集 早川書房悲劇喜劇編集部 編 早川書房 1960
- 名探偵登場 第5 早川書房編集部 編 早川書房 1961 (世界ミステリシリーズ)
- H.G.ウェルズ短篇集 第1 (来たるべき世界の物語) 早川書房編集部 編,宇野利泰 訳 早川書房 1961 (ハヤカワ・ファンタジイ)
- H.G.ウェルズ短篇集 第2 (タイム・マシン) 早川書房編集部 編,宇野利泰 訳 早川書房 1962 (ハヤカワ・SF・シリーズ)
- H.G.ウェルズ短篇集 第3 (モロー博士の島) 早川書房編集部 編,宇野利泰 訳 早川書房 1962 (ハヤカワ・SF・シリーズ)
- 名探偵登場 第6 早川書房編集部 編 早川書房 1963 (世界ミステリシリーズ)
- SFマガジン・ベスト No.1 早川書房編集部 編 早川書房 1963 (ハヤカワ・SF・シリーズ)
- 現代恐怖小説集 第1 早川書房編集部 編 早川書房 1963 (ハヤカワ・サスペンス・シリーズ)
- 宇宙翔けるもの : 現代ソビエトSF短篇集 早川書房編集部 編,袋一平 訳 早川書房 1963 (ハヤカワ・SF・シリーズ)
- SFマガジン・ベスト No.2 早川書房編集部 編 早川書房 1964 (ハヤカワ・SF・シリーズ)
- SFマガジン・ベスト No.3 早川書房編集部 編 早川書房 1964 (ハヤカワ・SF・シリーズ)
- SFマガジン・ベスト No.4 早川書房編集部 編 早川書房 1964 (ハヤカワ・SF・シリーズ)
- わが手の宇宙 フレドリック・ブラウン 著,早川書房編集部 編 早川書房 1964 (ハヤカワ・SF・シリーズ)
- 宇宙震 マレイ・ラインスター 著,早川書房編集部 編,井上一夫 等訳 早川書房 1965 (ハヤカワ・SF・シリーズ)
- 拠点 A.E.ヴァン・ヴォクト 著,早川書房編集部 編,稲葉明雄 筆訳 早川書房 1965 (ハヤカワ・SF・シリーズ)
- 彼らもまた出馬した : アメリカ大統領選挙に敗れた20人 アーヴィング・ストーン 著,早川書房編集部 編[訳] 早川書房 1969 (ハヤカワ・ノンフィクション)
- ブラック・ユーモア選集 6 外国篇（短編集）  早川書房 1976
- S-Fマガジン・セレクション 1981 早川書房編集部 編 早川書房 1983 (ハヤカワ文庫. JA)
- S-Fマガジン・セレクション 1982 早川書房編集部 編 早川書房 1984 (ハヤカワ文庫. JA)
- S-Fマガジン・セレクション 1983 早川書房編集部 編 早川書房 1984 (ハヤカワ文庫. JA)
- S-Fマガジン・セレクション 1984 早川書房編集部 編 早川書房 1985 (ハヤカワ文庫. JA)
- S-Fマガジン・セレクション 1985 早川書房編集部 編 早川書房 1986 (ハヤカワ文庫. JA)
- S-Fマガジン・セレクション 1986 早川書房編集部 編 早川書房 1987 (ハヤカワ文庫. JA)
- S-Fマガジン・セレクション 1987 早川書房編集部 編 早川書房 1988 (ハヤカワ文庫. JA)
- 題名募集中! 上下　早川書房編集部 編 早川書房 1989 (ハヤカワ文庫. JA)
- S-Fマガジン・セレクション 1988 早川書房編集部 編 早川書房 1989 (ハヤカワ文庫. JA)
- S-Fマガジン・セレクション 1989 早川書房編集部 編 早川書房 1990 (ハヤカワ文庫. JA)
- グイン・サーガ・ハンドブック 早川書房編集部 編 早川書房 1990 (ハヤカワ文庫. JA)
- SFハンドブック 早川書房編集部 編 早川書房 1990 (ハヤカワ文庫. SF)
- S-Fマガジン・セレクション 1990 早川書房編集部 編 早川書房 1991 (ハヤカワ文庫. JA)
- ミステリ・ハンドブック 早川書房編集部 編 早川書房 1991 (ハヤカワ・ミステリ文庫)
- ディック・フランシス読本 早川書房編集部 編 早川書房 1992
- 冒険・スパイ小説ハンドブック 早川書房編集部 編 早川書房 1992 (ハヤカワ文庫. NⅤ)
- ハヤカワ・ミステリ総解説目録 : 1953年-1993年 早川書房編集部 編 早川書房 1993
- ローダン・ハンドブック 早川書房編集部 編 早川書房 1994 (ハヤカワ文庫. SF)
- 田中芳樹読本 早川書房編集部らいとすたっふ 編 早川書房 1994
- グイン・サーガ読本 栗本薫 他著,早川書房編集部 編 早川書房 1995
- ダニエル・キイス読本 早川書房編集部 編 早川書房 1995
- 星界の紋章ハンドブック 早川書房編集部 編 早川書房 1998 (ハヤカワ文庫 : JA)
- ハヤカワ・ミステリ総解説目録 : 1953年-1998年 早川書房編集部 編 早川書房 1998
- 星界の紋章読本 早川書房編集部 編 早川書房 1999
- 星界の紋章 : ビジュアル・ファンブック 早川書房編集部 企画・編集 早川書房 1999
- シーラたち : トリイ・ヘイデン読書感想文集 早川書房編集部 編 早川書房 1999
- グイン・サーガ・ハンドブック 1 栗本薫 監修,早川書房編集部 編 早川書房 1999 (ハヤカワ文庫 : JA)
- グイン・サーガ・ハンドブック 2 栗本薫 監修,早川書房編集部 編 早川書房 1999 (ハヤカワ文庫 : JA)
- 海外ミステリ・ベスト100 : ハヤカワ文庫名作ガイド 早川書房編集部 編 早川書房 2000 (ハヤカワ・ミステリ文庫)
- 星界の戦旗ナビゲーションブック 早川書房編集部 編 早川書房 2000 (ハヤカワ文庫 : JA)
- 星界の戦旗読本 早川書房編集部 編 早川書房 2001
- SFが読みたい! SFマガジン編集部 編 早川書房 2001
- ダニエル・キイスの世界 早川書房編集部 編 早川書房 2001 (ダニエル・キイス文庫 ; 13)
- 新・SFハンドブック 早川書房編集部 編 早川書房 2001 (ハヤカワ文庫 : SF)
- 星界の紋章フィルムブック 1 早川書房編集部 編 早川書房 2001 (ハヤカワ文庫 : JA)
- 星界の紋章フィルムブック 2 早川書房編集部 編 早川書房 2001 (ハヤカワ文庫 : JA)
- 星界の紋章フィルムブック 3 早川書房編集部 編 早川書房 2001 (ハヤカワ文庫 : JA)
- 星界の戦旗フィルムブック 1 早川書房編集部 編 早川書房 2001 (ハヤカワ文庫 : JA)
- 星界の戦旗フィルムブック 2 早川書房編集部 編 早川書房 2001 (ハヤカワ文庫 : JA)
- 星界の戦旗フィルムブック 3 早川書房編集部 編 早川書房 2001 (ハヤカワ文庫 : JA)
- ミステリ・データブック : ハヤカワ・ミステリ文庫-作家と作品 早川書房編集部 編 早川書房 2001 (ハヤカワ・ミステリ文庫)
- フィリップ・K・ディック・リポート 早川書房編集部 編 早川書房 2002 (ハヤカワ文庫 : SF)
- 戦闘妖精・雪風解析マニュアル 早川書房編集部 編 早川書房 2002
- ハヤカワ・ミステリ総解説目録 : 1953年-2003年 早川書房編集部 編 早川書房 2003 (Hayakawa pocket mystery books)
- ローダン・ハンドブック 2 早川書房編集部 編 早川書房 2004 (ハヤカワ文庫 : SF)
- グイン・サーガオフィシャル・ナビゲーションブック 栗本薫 監修,早川書房編集部 編 早川書房 2004
- アガサ・クリスティー99の謎 早川書房編集部 編 早川書房 2004 (ハヤカワ文庫. クリスティー文庫 ; 99)
- 星界マスターガイドブック 早川書房編集部 編 早川書房 2005 (ハヤカワ文庫 ; JA)
- グイン・サーガ・ハンドブック 3 栗本薫 監修,早川書房編集部 編 早川書房 2005 (ハヤカワ文庫 ; JA)
- ミステリの名書き出し100選 早川書房編集部 編 早川書房 2006
- ミステリが読みたい! ミステリマガジン編集部 編 早川書房 2007
- 日本SF・幼年期の終り : 『世界SF全集』月報より 早川書房編集部 編 早川書房 2007
- 天外消失 : 世界短篇傑作集 : Off the face of the earth and other stories 早川書房編集部 編 早川書房 2008 (ハヤカワ・ミステリ)
- ロバート・B・パーカー読本 早川書房編集部 編 早川書房 2008
- Sync future SFマガジン編集部 編 早川書房 2009
- Sync future [Reading] SFマガジン編集部 編 早川書房 2009
- 神林長平トリビュート 早川書房編集部 編 早川書房 2009
- ゼロ年代SF傑作選 SFマガジン編集部 編 早川書房 2010 (ハヤカワ文庫 ; JA986)
- グイン・サーガ・ハンドブックfinal 早川書房編集部 編,栗本薫, 天狼プロダクション 監修 早川書房 2010 (ハヤカワ文庫 ; JA982)
- 伊藤計劃記録 伊藤計劃 著,早川書房編集部 編 早川書房 2010
- 51番目の密室 : 世界短篇傑作集 早川書房編集部 編 早川書房 2010 (Hayakawa pocket mystery books ; no.1835)
- ミステリアス・ショーケース = THE MYSTERIOUS SHOWCASE デイヴィッド・ゴードン 他著,早川書房編集部 編 早川書房 2012 (Hayakawa pocket mystery books ; no.1857)
- 伊藤計劃記録:第弐位相 伊藤 計劃 (著), 早川書房編集部 (編集) 早川書房 2011
- 世界最高峰ビジネススクールの「人生を変える言葉」 = Life-Changing Quotes from the World's Best Business Schools 佐藤智恵, 早川書房編集部 編 早川書房 2013
- 伊藤計劃トリビュート 早川書房編集部 編 早川書房 2015 (ハヤカワ文庫 JA ; 1201)
- 海外ミステリ・ハンドブック 早川書房編集部 編 早川書房 2015 (ハヤカワ・ミステリ文庫 ; HM 167-4)
- ハヤカワ文庫SF総解説2000 早川書房編集部 編 早川書房 2015
- 海外SFハンドブック 早川書房編集部 編 早川書房 2015 (ハヤカワ文庫 SF ; 2025)
- マルドゥック・ストーリーズ : 公式二次創作集 冲方丁, 早川書房編集部 編 早川書房 2016 (ハヤカワ文庫 JA ; 1246)
- comic S : 早川書房創立70周年記念コミックアンソロジー★SF篇★ 早川書房編集部 編 早川書房 2016
- comic M : 早川書房創立70周年記念コミックアンソロジー★ミステリ篇★ 早川書房編集部 編 早川書房 2016
- 新・冒険スパイ小説ハンドブック 早川書房編集部 編 早川書房 2016 (ハヤカワ文庫 NV ; 1373)
- 伊藤計劃トリビュート 2 早川書房編集部 編 早川書房 2017 (ハヤカワ文庫 JA ; 1260)
- 世界SF作家会議 早川書房編集部 編 早川書房 2021
- ハヤカワ文庫JA総解説1500 早川書房編集部 編 早川書房 2022

## 早川書房社員から出た作家
- 田村隆一
- 都筑道夫
- 黒田喜夫
- 生島治郎
- 常盤新平
- 福島正実
- 内田庶（宮田昇）
- 南山宏（森優）
- 風間賢二
- 井田真木子

## 他の出身者
- 遠藤慎吾
- 尾崎宏次
- 田中潤司
- 三田村裕
- 矢野浩三郎
- 各務三郎
- 長島良三
- 伊藤尚志
- 二宮磬
- 諏訪部大太郎
- 鎌田三平
- 古賀弘人
- 染田屋茂
- 村上達朗 - 著作権エージェントボイルドエッグズ創業者
- 萩原健太
- 野村芳夫（竹上昭）
- 野口百合子
- 酒匂真理子
- 今岡清
- 染田屋茂
- 白石朗
- 村上和久
- 野崎岳彦
- 矢口誠
- 安野玲
- 岡本敏子

## 当社をめぐる騒動

### 「差別表現糾弾」への対処
早川書房はレイモンド・チャンドラー『長いお別れ』を1976年にハヤカワ・ミステリ文庫から刊行した。この作品では主人公フィリップ・マーロウが悪役刑事グレゴリウスから殴打された上、「市の留置所には屠殺場で働く方がいいような連中がうようよしている」と脅される場面が登場するが、この台詞は日本の屠場労組から「差別表現」として問題視され、早川書房側は確認会への出席を要求された。しかし早川書房は「あくまでグレゴリウスという登場人物が脅しのために吐いたせりふの中にあらわれることであって、客観的な事実としての叙述でも、作者の思想でもないことはいうまでもありません」と反論し、屠場労組からの要求を突っぱねた。そして、顧問弁護士の五十嵐二葉と協議の上、1991年9月6日付で「話し合いは1回限り、2～3時間に時間を限る。出席者は双方10人以内とし、弁護士が同席する」との条件で公開討論に応じる旨の回答文書を送った。屠場労組がこの提案を受け入れなかったため、結局、早川書房は確認・糾弾会に出席しなかった。
また、早川書房は1990年にカレル・ヴァン・ウォルフレン『日本/権力構造の謎』における「解放同盟の糾弾は人々に恐怖を与えるだけで、何の効果も、法的根拠もない」などの記述が部落解放同盟から問題視された際にも糾弾の動きに屈せず、ヴァン・ウォルフレンと小森龍邦に公開討論会を開かせている。

### 太陽風交点事件
当社が堀晃のハードSF短編集『太陽風交点』の出版を巡って堀と徳間書店に対し出版差し止めの訴訟を起こした騒動。

### 覆面座談会事件
1968年年末、『SFマガジン』誌上の匿名座談会によって日本SF作家クラブの内部に亀裂が生じた事件。